# Phytosciara prohalterata
Phytosciara prohalterata är en tvåvingeart som beskrevs av Werner Mohrig och Menzel 1992. Phytosciara prohalterata ingår i släktet Phytosciara och familjen sorgmyggor. Inga underarter finns listade i Catalogue of Life.